# Henning Holst
Henning Holst (* 25. Oktober 1891 in Kopenhagen; † 20. März 1975 in Helleruplund, Gentofte Kommune) war ein dänischer Hockeyspieler, der 1920 mit der dänischen Nationalmannschaft Olympiazweiter war.

## Sportliche Karriere
Henning Holst spielte für den Verein Orient aus Kongens Lyngby.
Bei den Olympischen Spielen 1920 in Antwerpen traten vier Mannschaften an. Die Dänen unterlagen in ihrem ersten Spiel den Briten mit 1:5. Nach Siegen gegen die Franzosen und gegen die Belgier belegten die Dänen den zweiten Platz und gewannen die bis 2016 einzige olympische Medaille für Dänemark im Hockey. Holst erzielte zwei der 15 dänischen Tore.
Das nächste olympische Hockeyturnier wurde erst 1928 in Amsterdam mit neun Mannschaften ausgetragen. Dänemark belegte in seiner Vorrundengruppe den dritten Platz hinter der indischen Mannschaft und den Belgiern und verpasste damit das Halbfinale. Holst traf dreimal ins Tor, insgesamt erzielten die Dänen fünf Tore.
Nachdem 1932 in Los Angeles keine europäische Hockeymannschaft mitspielte, fand das nächste olympische Hockeyturnier 1936 in Berlin statt. Es nahmen elf Mannschaften teil. Die dänische Mannschaft belegte in ihrer Vorrundengruppe den dritten Platz. Nach einem 6:6 gegen die Mannschaft Afghanistans unterlagen die Dänen der deutschen Mannschaft mit 0:6. In der Trostrunde verloren die Dänen zweimal. Der mittlerweile 44-jährige Holst erzielte vier von acht Treffern der dänischen Mannschaft.
Von Beruf Ingenieur blieb Holst seinem Sport ehrenamtlich verbunden. Von 1951 bis 1959 war er Vorsitzender des dänischen Hockeyverbandes.